# Fiat-SPA 38R
Il Fiat-SPA 38R o solo SPA 38R è un autocarro militare leggero prodotto in Italia ed usato da Italia e Francia durante la seconda guerra mondiale.

## Storia
Il 38R nacque dall'esigenza del Regio Esercito di sostituire il vecchio autocarro SPA 25C. Nel 1933 la Società Piemontese Automobili (SPA), marchio controllato dalla Fiat specializzato nella produzione di autocarri, presentò due modelli, il Fiat-SPA 38R con raffreddamento ad acqua e il Fiat-SPA 36R con raffreddamento ad aria. I due modelli furono adottati dal Regio Esercito nel 1935 e inviati nella Libia italiana nel '37 e in Africa Orientale Italiana nel '38, dove problemi nella marcia fuoristrada portarono ad una riprogettazione delle sospensioni.
Il debutto dello SPA 38R in guerra si ebbe nella Guerra civile spagnola con il Corpo Truppe Volontarie, dove fu impiegato come trasporto truppe e per il traino del cannone 65/17 Mod. 1908/1913 e dove dette dimostrazione di affidabilità e robustezza a discapito dei consumi.
Nella primavera del 1940, la Francia, nell'ambito del riarmo in vista dell'imminente scontro con la Germania nazista, ordinò 500 esemplari, 400 dei quali effettivamente consegnati prima della dichiarazione di guerra dell'Italia contro la Francia stessa.
La produzione per il Regio Esercito continuò per tutta la durata della guerra, in entrambe le versioni standard e Coloniale ed in numerosi allestimenti, alcuni dei quali adottati anche dalla Regia Aeronautica. Consegnato prima della guerra alle Divisioni celeri ed a quelle Motorizzate, fu impiegato proficuamente su tutti i fronti, specialmente su quello russo.
Nel dopoguerra la produzione continuò con la versione SPA 38R/45, sia civile che militare, caratterizzato da cabina metallica completamente chiusa, avviamento elettrico ed un unico serbatoio.

## Tecnica
L'autotelaio a longheroni è su due assi con interasse di 3,5 metri. Le prime due ruote sono singole e direttrici, mentre sul secondo asse sono gemellate e motrici. Il motore è uno sperimentato Fiat 18T, lo stesso che equipaggiava lo SPA Dovunque 35 ed il trattore d'artiglieria leggero Fiat-SPA TL37, un 4 cilindri in linea a benzina da 4053 cm³, raffreddato ad acqua ed erogante 55 hp a 2000 giri al minuto. La trasmissione è a giunti cardanici sull'asse posteriore, con cambio a 4 marce ed una retromarcia, con blocco differenziale inseribile manualmente.
La cabina è di tipo arretrato, a due posti con guida a destra. Il cofano motore distingue esteriormente il 38R dal 36R perché squadrato anteriormente. L'allestimento standard dell'autocarro è munito di cassone di legno telonato da 2,5 tonnellate di portata, capace di ospitare 25 uomini, e gancio di traino.
La versione Coloniale era ottimizzata per l'uso in ambiente tropicale e desertico, con filtro dell'aria ad olio, serbatoio per carburante aggiuntivo da 100 litri e sistema d'avviamento elettrico.

## Allestimenti
Il mezzo, nelle due versioni standard e Coloniale fu prodotto in numerosi allestimenti:
- versione base con cassone in legno, usata per il trasporto personale, trasporto materiali e traino di artiglierie divisionali.
- Autoambulanza.
- Autobus.
- Autofficina Mod. 37.
- Autofrigorifero.
- Semovente antiaereo leggero: armato con mitragliera Breda 20/65 Mod. 1935, il più usato tra gli autocarri del Regio Esercito in questa versione, destinata alla protezione delle colonne motorizzate.
- Stazione R5: centro radio equipaggiato con radio Magneti Marelli R5.

## Galleria d'immagini

Autoambulanza su SPA 38R abbandonata.
Allestimento Autofficina Mod. 37.
Allestimento Autofrigorifero.
Prototipo del semovente contraereo con Breda 20/65 Mod. 1935.
Allestimento Stazione radio R5.